# Томас (окръг, Джорджия)
Вижте пояснителната страница за други значения на Томас.
Окръг Томас (на английски: Thomas County) е окръг в щата Джорджия, Съединени американски щати. Площта му е 1430 km², а населението - 42 737 души (2000). Административен център е град Томасвил.